# Рив, Генри
Генри Рив (англ. Henry Reeve, 4 апреля 1850 — 4 августа 1876) — североамериканский доброволец, участник освободительной борьбы Кубы в Десятилетней войне, один из немногих мамби не кубинского происхождения, получивших звание генерала Освободительной армии.

## Биография
В юности был барабанщиком в армии Союза во время Гражданской войны в США .
Узнав о восстании Карлоса Сеспедеса в 1868 году, решил отправиться добровольцем на помощь кубинцам. В рядах Экспедиционных сил прибыл на Кубу в 1869 году. Однако место высадки оказалось раскрыто испанскими войсками и добровольцы были взяты в плен.
В числе других пленных Генри Рив предстал перед расстрельным взводом испанцев, которые оставили казнённых непогребёнными. Рив был всего лишь ранен, сумел выбраться и некоторое время спустя присоединился к отряду кубинских мамбисес. 
Служил под командованием Игнасио Аграмонте. Рив принял участие примерно в 400 боях против испанских войск, быстро поднимаясь по служебной лестнице. Игнасио Аграмонте прозвал его «El Inglesito» («Маленький англичанин») из-за его светлой кожи и иностранного происхождения. Отличался особой храбростью. Так, в 1871 году в ходе операции по спасению Хулио Сангильи отряд Аграмонте, включавший Рива и тридцати четырёх кубинцев, разгромил испанский отряд в 120 человек. В другом бою Генри Рив успешно атаковал артиллерийскую батарею испанцев, за что был возведён в чин бригадного генерала. В том бою он получил серьёзное ранение в ногу, из-за которого, по мнению врачей, больше не мог ни ходить, ни скакать верхом. Однако с помощью специальных приспособлений он продолжал на пределе возможностей организма оставаться кавалерийским командиром.
После гибели Игнасио Аграмонте 11 мая 1873 года Генри Рив перешёл под командование Максимо Гомеса. В одной из операций отряд Рива был разгромлен и, не имея возможности избежать плена, он застрелился.

## Память
- В 1976 году, в год столетия со дня его гибели, на Кубе была выпущена посвящённая ему почтовая марка.
- 19 сентября 2005 года Фидель Кастро объявил о создании Медицинской бригады имени Генри Рива[3].